# Хэмилтон, Лоис
Ло́ис Хэ́милтон (англ. Lois Hamilton, урождённая — Ори́но (англ. Aurino); 14 октября 1952, Филадельфия, Пенсильвания, США — 23 декабря 1999, Рио-де-Жанейро, Бразилия) — американская актриса, фотомодель, художница, скульптор, писательница и лётчица.

## Биография

### Ранние годы
Лоис Орино родилась 14 октября 1952 года в Филадельфии (штат Пенсильвания, США). Лоис обучалась в Университете Темпл в своей родной Филадельфии, прежде чем она перешла на обучение в Флорентийский университет, что в Италии, где она получила степень в области психологии и изобразительного искусства.

### Карьера
В начале 1970-х годов Лоис начала карьеру модели и преуспела в этой области, работая в модельном агентстве «Ford Models». Хэмилтон снималась для многих журналов, включая: «Cosmopolitan», «Fortune», «Mademoiselle», «Vogue Italia», «Prevue», «Neue Revue Illustrierte», «Newsweek», «Paris Match», «Hello!», «Redbook», «Ladies’ Home Journal», «Glamour», «Time» и для многих других.
Лоис работала с рекламными кампаниями и появилась более чем в 150 рекламных роликах.
Лоис переехала в Голливуд и начиная с 1972 года она начала сниматься в кино. Её дебют в кино — небольшая роль девушки в баре в фильме «Последний из красных горячих любовников» (1972), а последней работой в кино стала роль мачехи Боба в фильме «Ночной выход Боба» (2004, фильм вышел в прокат спустя почти 5 лет после смерти актрисы). Всего Хэмилтон снялась в 23-ти фильмах и сериалах.
Лоис была профессиональным лётчиком. В общем она налетала более чем 600 часов и получила звание Пилота Высшего Пилотажа. Хэмилтон также была опытным художником, скульптором и писателем.

### Личная жизнь, автомобильная авария и смерть
Лоис была замужем за Чарльзом Кнэппом.
В начале 1999 года Лоис попала в автомобильную аварию, после которой её физическое и психологическое состояния серьёзно ухудшились. 23 декабря того же года Хэмилтон заперлась в своём гостиничном номере отеля «Sheraton», что в Рио-де-Жанейро, и, приняв сверхдозу снотворного, вероятно, покончила с собой в возрасте 47-ми лет; не исключено, что её смерть была несчастным случаем или убийством. Она была похоронена на Кладбище Мемориального парка «Вальхалла».

## Избранная фильмография
| Год  |   | Русское название                        | Оригинальное название      | Роль           |
| ---- | - | --------------------------------------- | -------------------------- | -------------- |
| 1972 | ф | Последний из красных горячих любовников | Last of the Red Hot Lovers | девушка в баре |
| 2004 | ф | Ночной выход Боба                       | Bob's Night Out            | мачеха Боба    |